# Hijn Bijnen
Hijn Bijnen, geboortenaam Hein Bijnen (Oss, 7 februari 1948 - Paramaribo, 7 januari 2021), was een Nederlands-Surinaams activist, politicus en fotograaf. In Amsterdam voerde hij actie tegen de gevestigde orde en was hij gemeenteraadslid. Sinds 1993 werkte hij in Paramaribo als fotograaf.

## Biografie

### Nederland

#### Jeugd in Oss
Bijnen werd geboren en getogen in Oss, Noord-Brabant, en was een zoon van een architect. Zijn ouders maakte hij wijs dat politicologie alleen in Amsterdam gestudeerd kon worden, waar hij naartoe wilde om tegen de gevestigde orde te protesteren. Voordat hij Oss verliet, stuurde hij een plan van zeven pagina's naar onder meer de burgemeester. Hierin pleitte hij voor de vorming van Oss als een onafhankelijke stadstaat die politieke betrekkingen zou onderhouden met de communistische landen Cuba en China en financiële steun zou bieden aan guerrillamilities in Zuid-Amerika.

#### Dienstplicht
Rond 1968/1969 werd hij opgeroepen voor militaire dienst, waaraan hij gehoor gaf om van binnenuit verzet te kunnen plegen. Hij werd als eerste soldaat lid van de Bond voor Dienstweigeraars (BvD). Verder richtte hij de Beweging van de 11e maart op, een naam waarmee hij bewust wenkte naar de protesten in Parijs en Berlijn in 1968, en nam een linkervuist omhoog als symbool aan. Als gevolg werd hij uit het peloton gezet en werd een onderzoek naar hem ingesteld door de inlichtingendiensten Centrale Inlichtingendienst en MIVD. Ook na zijn diensttijd bleef hij lid van de BvD.

#### Kabouterbewegingin Amsterdam
In Amsterdam werd hij lid van de Kabouterbeweging, een ludieke protestbeweging die ook in België actief was. Zijn studie politicologie onderbrak hij vrij snel; inkomsten verkreeg hij uit een baantje bij de PTT. Op 5 februari 1970 riep de beweging de Oranjevrijstaat uit met onder meer eigen ministeries en eigen doelstellingen voor natuur, milieu en een alternatieve economie. Bijnen kreeg hierin de leiding over het Volksdepartement voor Behoeftenbevrediging. Tijdens de gemeenteraadsverkiezingen van 1970 verkregen de  Kabouters vijf zetels, waarvan Bijnen een innam vanaf 1971. Twee jaar later, op 12 februari 1973, stond hij deze af aan zijn opvolger, Roel van Duijn, naar de afspraak dat de zetels van de Kabouters zouden rouleren. Daarnaast hield hij zich als activist op in de Nieuwmarktbuurt, tegen de aanleg van de metro aldaar, waarbij er geregeld confrontaties plaatsvonden tussen krakers en de politie. Hierbij kreeg hij klappen en werd hij opgepakt. Toen hij voor de rechter verscheen, was hij inmiddels voorzitter van de bewonersraad van Nieuwmarkt, die kort ervoor een prijs had gewonnen voor deelname in stedenbouwkundige vraagstukken. De rechter besloot hem daarop te ontslaan van rechtsvervolging. In 1978 werd hij voorzitter van het wijkcentrum d'Oude Stadt.
Zijn archief uit zijn activistische periode in Nederland kwam in beheer van het Amsterdamse Internationaal Instituut voor Sociale Geschiedenis.

### Suriname

#### Fotograaf
In 1993 vertrok hij naar Suriname, waar hij de rest van zijn leven bleef wonen en geen contact meer onderhield met de Kabouters. Hij sloot zich aan bij de mensenrechtenorganisatie Moiwana en schreef artikelen voor de Nederlandse pers. Daarnaast begon hij met fotograferen. Surinaamse media volgden als opdrachtgever, zoals het dagblad De Ware Tijd, het blad Paramaribo Post (later Parbode) en het magazine PIT.
Als fotograaf bewoog hij zich per fiets door Paramaribo en omgeving en kwam daarbij onderweg vaak het nieuws tegen. Het lukte hem om de grafsteen van Karel Raedt van Oldenbarneveldt te achterhalen, die voor straf naar Suriname was overgebracht en in 1942 in Fort Zeelandia om het leven was gebracht.

#### Persoonlijk en overlijden
Onder collega's stond hij bekend als moeilijk en eigenzinnig. Als hij foto's leverde wilde hij niet alleen zijn zin bij het onderschrift, maar soms ook in de tekst van het artikel. Bijnen deelde zijn kennis over fotografie graag met andere mensen en trad in deeltijd toe als leraar fotografie aan de Academie voor Hoger Kunst- en Cultuuronderwijs.
Bij hem in het onderhuis woonde een marrongezin dat hij jarenlang ondersteunde. Een van de marronkinderen ondersteunde hem later tijdens zijn bezoeken aan het ziekenhuis, vier jaar voor zijn dood nadat hij een hartoperatie had gehad. Tijdens de coronacrisis in Suriname, eind 2020, liep hij de virusziekte COVID-19 op. In de ochtend van 7 januari 2021 overleed hij als gevolg hiervan. Bijnen is 72 jaar oud geworden.